# Hans-Olle Olsson
Hans-Olle Olsson, född 15 maj 1928 i Malmö, död 22 december 2018 i Périgueux, Frankrike, var en svensk ambassadör.

## Biografi
Hans-Olle Olsson tog juristexamen vid Stockholms Universitet 1953 och blev 1955 attaché vid Utrikesdepartementet (UD). Han tjänstgjorde i Bonn 1957, Luxemburg (CECA) 1958-1960, New Delhi 1960-1962 samt Ottawa 1965-1969. 
Olsson var tjänstledig från UD 1971-1974 och verkade då som sekreterare i Nordiska rådets ekonomiska utskott samt kanslichef för Nordiska rådets svenska delegation 1971-1972. Olsson var därefter kabinettschef vid OECD i Paris 1972-1974, ambassadråd vid EG-delegationen i Bryssel 1974 samt minister där 1977.
Olsson var ambassadör för Sveriges ambassad i Abidjan 1978-1981 samt i Bamako (från 1980), departementsråd UD med ställning som ambassadör 1982-1986 samt minister med ställning som ambassadör för Sveriges ständiga delegation vid de internationella organisationerna i Genève 1986-1990. Olsson var även ambassadör vid Sveriges ambassad i Sofia 1990 fram till sin pensionering 1993.
Olsson agerade sakkunnig i utrikeshandelsdepartementet för översättning av Romfördragen 1962-1964 samt särskilt uppdrag UD 1982 vid utredningen UD 1978:02 om Sveriges utrikesrepresentation.
Hans-Olle Olsson var son till förbundskassör Olof Olsson och Edla Olsson född Nilsson. Han gifte sig 1954 med Inez Andersson, dotter till sågverksägaren Elis Andersson och hans fru Ruth. Han var far till två söner.